# Altennümbrecht
Altennümbrecht ist ein Ortsteil von Nümbrecht im Oberbergischen Kreis im südlichen Nordrhein-Westfalen innerhalb des Regierungsbezirks Köln.

## Lage und Beschreibung
Der Ort liegt zwischen den Hauptort Nümbrecht im Norden und Harscheid im Süden, an der Landstraße 320. Der Ort liegt in Luftlinie rund 1,6 km südlich vom Ortszentrum von Nümbrecht entfernt.

## Geschichte

### Erstnennung
1316 wurde der Ort das erste Mal urkundlich erwähnt und zwar „Teilung der Leute von Nümbrecht durch Engelbert von Sayn“. Schreibweise der Erstnennung: Aldin Nunbrecht.

## Bus und Bahnverbindungen

### Bürgerbus
Haltestelle des Bürgerbuses der Gemeinde Nümbrecht.
Route: Geringhauser Mühle
- Harscheid-Langenbach-Geringhauser Mühle-Buch-Haan-Hömel
- Wirtenbach-Geringhausen-Nippes-Nümbrecht/Busbahnhof.

### Linienbus
Haltestelle: Altennümbrecht
- 346 Nümbrecht Busbf, Schulzentrum (OVAG, Werktagsverkehr)